# Liste der IATA-Codes/T
Diese Teilliste führt alle IATA-Flughafencodes auf, die mit „T“ beginnen, und enthält Informationen zu den bezeichneten Verkehrsknotenpunkten.
A AA AB AC AD AE AF AG AH AI AJ AK AL AM AN AO AP AQ AR AS AT AU AV AW AX AY AZ
B BA BB BC BD BE BF BG BH BI BJ BK BL BM BN BO BP BQ BR BS BT BU BV BW BX BY BZ
C CA CB CC CD CE CF CG CH CI CJ CK CL CM CN CO CP CQ CR CS CT CU CV CW CX CY CZ
D DA DB DC DD DE DF DG DH DI DJ DK DL DM DN DO DP DQ DR DS DT DU DV DW DX DY DZ
E EA EB EC ED EE EF EG EH EI EJ EK EL EM EN EO EP EQ ER ES ET EU EV EW EX EY EZ
F FA FB FC FD FE FF FG FH FI FJ FK FL FM FN FO FP FQ FR FS FT FU FV FW FX FY FZ
G GA GB GC GD GE GF GG GH GI GJ GK GL GM GN GO GP GQ GR GS GT GU GV GW GX GY GZ
H HA HB HC HD HE HF HG HH HI HJ HK HL HM HN HO HP HQ HR HS HT HU HV HW HX HY HZ
I IA IB IC ID IE IF IG IH II IJ IK IL IM IN IO IP IQ IR IS IT IU IV IW IX IY IZ
J JA JB JC JD JE JF JG JH JI JJ JK JL JM JN JO JP JQ JR JS JT JU JV JW JX JY JZ
K KA KB KC KD KE KF KG KH KI KJ KK KL KM KN KO KP KQ KR KS KT KU KV KW KX KY KZ
L LA LB LC LD LE LF LG LH LI LJ LK LL LM LN LO LP LQ LR LS LT LU LV LW LX LY LZ
M MA MB MC MD ME MF MG MH MI MJ MK ML MM MN MO MP MQ MR MS MT MU MV MW MX MY MZ
N NA NB NC ND NE NF NG NH NI NJ NK NL NM NN NO NP NQ NR NS NT NU NV NW NX NY NZ
O OA OB OC OD OE OF OG OH OI OJ OK OL OM ON OO OP OQ OR OS OT OU OV OW OX OY OZ
P PA PB PC PD PE PF PG PH PI PJ PK PL PM PN PO PP PQ PR PS PT PU PV PW PX PY PZ
Q QA QB QC QD QE QF QG QH QI QJ QK QL QM QN QO QP QQ QR QS QT QU QV QW QX QY QZ
R RA RB RC RD RE RF RG RH RI RJ RK RL RM RN RO RP RQ RR RS RT RU RV RW RX RY RZ
S SA SB SC SD SE SF SG SH SI SJ SK SL SM SN SO SP SQ SR SS ST SU SV SW SX SY SZ
T TA TB TC TD TE TF TG TH TI TJ TK TL TM TN TO TP TQ TR TS TT TU TV TW TX TY TZ
U UA UB UC UD UE UF UG UH UI UJ UK UL UM UN UO UP UQ UR US UT UU UV UW UX UY UZ
V VA VB VC VD VE VF VG VH VI VJ VK VL VM VN VO VP VQ VR VS VT VU VV VW VX VY VZ
W WA WB WC WD WE WF WG WH WI WJ WK WL WM WN WO WP WQ WR WS WT WU WV WW WX WY WZ
X XA XB XC XD XE XF XG XH XI XJ XK XL XM XN XO XP XQ XR XS XT XU XV XW XX XY XZ
Y YA YB YC YD YE YF YG YH YI YJ YK YL YM YN YO YP YQ YR YS YT YU YV YW YX YY YZ
Z ZA ZB ZC ZD ZE ZF ZG ZH ZI ZJ ZK ZL ZM ZN ZO ZP ZQ ZR ZS ZT ZU ZV ZW ZX ZY ZZ

## TA
| IATA | ICAO | Flughafen                               | Ort        | Region           | Land                |
| ---- | ---- | --------------------------------------- | ---------- | ---------------- | ------------------- |
| TAA  | –    | Flugplatz Tarapaina                     | Tarapaina  | Malaita          | Salomonen           |
| TAB  | TTCP | A. N. R. Robinson International Airport | –          | Tobago           | Trinidad und Tobago |
| TAC  | RPVA | Daniel Z. Romualdez Airport             | Tacloban   | Provinz Leyte    | Philippinen         |
| TAD  | KTAD | Flugplatz Perry Stokes                  | Trinidad   | Colorado         | USA                 |
| TAE  | RKTN | Flughafen Daegu                         | Daegu      | Gyeongsangbuk-do | Südkorea            |
| TAF  | DAOL | Flugplatz Oran-Tafraoui                 | Oran       | Oran             | Algerien            |
| TAG  | RPVT | Flughafen Tagbilaran                    | Tagbilaran | Bohol            | Philippinen         |
| TAH  | NVVW | Flughafen Whitegrass                    | Tanna      | Tafea            | Vanuatu             |
| TAI  | OYTZ | Flughafen Taʿizz                        | Taʿizz     | Taʿizz           | Jemen               |
| TAJ  | –    | Flugplatz Tadji                         | Aitape     | Sandaun          | Papua-Neuguinea     |
| TAK  | RJOT | Flughafen Takamatsu                     | Takamatsu  | Kagawa           | Japan               |
| TAL  | PATA | Ralph M. Calhoun Airport                | Tanana     | Alaska           | USA                 |
| TAM  | MMTM | Flughafen Tampico                       | Tampico    | Tamaulipas       | Mexiko              |
| TAN  | YTGA | Flugplatz Tangalooma                    | Tangalooma | Queensland       | Australien          |
| TAO  | ZSQD | Flughafen Qingdao-Liuting               | Qingdao    | Shandong         | Volksrepublik China |
| TAP  | MMTP | Flughafen Tapachula                     | Tapachula  | Chiapas          | Mexiko              |
| TAQ  | –    | Flugplatz Tarcoola                      | Tarcoola   | South Australia  | Australien          |
| TAR  | LIBG | Flughafen Tarent-Grottaglie             | Tarent     | Apulien          | Italien             |
| TAS  | UTTT | Flughafen Taschkent                     | Taschkent  | –                | Usbekistan          |
| TAT  | LZTT | Flughafen Poprad-Tatry                  | Poprad     | Prešovský kraj   | Slowakei            |
| TAU  | –    | Flugplatz Tauramena                     | Tauramena  | Casanare         | Kolumbien           |
| TAV  | –    | Flugplatz Taʻū                          | Taʻū       | Manuainseln      | Amerikanisch-Samoa  |
| TAW  | SUTB | Flughafen Tacuarembó                    | Tacuarembó | Tacuarembó       | Uruguay             |
| TAX  | WAPT | Flugplatz Taliabu                       | Taliabu    | Nordmolukken     | Indonesien          |
| TAY  | EETU | Flughafen Tartu                         | Tartu      | Tartu            | Estland             |
| TAZ  | UTAT | Flughafen Daşoguz                       | Daşoguz    | Daşoguz          | Turkmenistan        |

## TB
| IATA | ICAO | Flughafen                    | Ort               | Region             | Land            |
| ---- | ---- | ---------------------------- | ----------------- | ------------------ | --------------- |
| TBA  | –    | Flugplatz Tabibuga           | Tabibuga          | Jiwaka             | Papua-Neuguinea |
| TBB  | VVTH | Flughafen Dong Tac           | Dong Tac          | Phú Yên            | Vietnam         |
| TBC  | –    | Flughafen Tuba City          | Tuba City         | Arizona            | USA             |
| TBD  | SKMB | Flugplatz Timbiquí           | Timbiquí          | Cauca              | Kolumbien       |
| TBE  | –    | Flugplatz Timbunke           | Timbunke          | East Sepik         | Papua-Neuguinea |
| TBF  | NGTE | Flugplatz Tabiteuea Nord     | Tabiteuea-Nord    | Gilbertinseln      | Kiribati        |
| TBG  | AYTB | Flughafen Tabubil            | Tabubil           | Western Province   | Papua-Neuguinea |
| TBH  | RPVU | Flughafen Tugdan             | Alcantara         | Romblon            | Philippinen     |
| TBI  | MYCB | Flughafen New Bight          | New Bight         | Cat Island         | Bahamas         |
| TBJ  | DTKA | Flughafen Tabarka-Aïn Draham | Tabarca           | Jendouba           | Tunesien        |
| TBK  | YTBR | Flughafen Timber Creek       | Timber Creek      | Northern Territory | Australien      |
| TBL  | YTAB | Flugplatz Tableland          | Tableland         | Western Australia  | Australien      |
| TBM  | WAOW | Flughafen Tumbang Samba      | Tumbang Samba     | Kalimantan Tengah  | Indonesien      |
| TBN  | KTBN | Forney Field                 | Fort Leonard Wood | Missouri           | USA             |
| TBO  | HTTB | Flughafen Tabora             | Tabora            | Tabora             | Tansania        |
| TBP  | SPME | Flughafen Tumbes             | Tumbes            | Tumbes             | Peru            |
| TBQ  | –    | Flughafen Tarabo             | Tarabo            | Eastern Highlands  | Papua-Neuguinea |
| TBR  | KTBR | Statesboro Municipal Airport | Statesboro        | Georgia            | USA             |
| TBS  | UGTB | Flughafen Tiflis             | Tiflis            | Tiflis             | Georgien        |
| TBT  | SBTT | Flughafen Tabatinga          | Tabatinga         | Amazonas           | Brasilien       |
| TBU  | NFTF | Flughafen Fuaʻamotu          | Nukuʻalofa        | Tongatapu          | Tonga           |
| TBV  | –    | Flughafen Tabal              | Tabal             | Aur, Ratak-Kette   | Marshallinseln  |
| TBW  | UUOT | Flughafen Tambow             | Tambow            | Tambow             | Russland        |
| TBY  | FBTS | Flughafen Tshabong           | Tshabong          | Kgalagadi          | Botswana        |
| TBZ  | OITT | Flughafen Täbris             | Täbris            | Ost-Aserbaidschan  | Iran            |

## TC
| IATA | ICAO | Flughafen                          | Ort                   | Region                 | Land                |
| ---- | ---- | ---------------------------------- | --------------------- | ---------------------- | ------------------- |
| TCA  | YTNK | Flugplatz Tennant Creek            | Tennant Creek         | Northern Territory     | Australien          |
| TCB  | MYAT | Flugplatz Treasure Cay             | Treasure Cay          | Abaco                  | Bahamas             |
| TCC  | KTCC | Tucumcari Municipal Airport        | Tucumcari             | New Mexico             | USA                 |
| TCD  | –    | Flugplatz Tarapacá                 | Tarapacá              | Amazonas               | Kolumbien           |
| TCE  | LRTC | Flughafen Tulcea                   | Tulcea                | Tulcea                 | Rumänien            |
| TCF  | –    | Flugplatz Tocoa                    | Tocoa                 | Colón                  | Honduras            |
| TCG  | ZWTC | Flughafen Tacheng                  | Tacheng               | Xinjiang               | Volksrepublik China |
| TCH  | FOOT | Flughafen Tchibanga                | Tchibanga             | Nyanga                 | Gabun               |
| TCI  | –    | Flughäfen auf Teneriffa (TFN, TFS) | Teneriffa             | Santa Cruz de Tenerife | Spanien             |
| TCJ  | AYVM | Flugplatz Torembi                  | Torembi               | East Sepik             | Papua-Neuguinea     |
| TCK  | AYYL | Flugplatz Tinboli                  | Tinboli               | East Sepik             | Papua-Neuguinea     |
| TCL  | KTCL | Flugplatz Tuscaloosa               | Tuscaloosa            | Alabama                | USA                 |
| TCM  | KTCM | McChord Air Force Base             | Tacoma                | Washington             | USA                 |
| TCN  | MMHC | Flughafen Tehuacán                 | Tehuacán              | Puebla                 | Mexiko              |
| TCO  | SKCO | Flughafen Tumaco                   | Tumaco                | Nariño                 | Kolumbien           |
| TCP  | HETB | Flughafen Taba                     | Taba                  | Dschanub Sina          | Ägypten             |
| TCQ  | SPTN | Flughafen Tacna                    | Tacna                 | Tacna                  | Peru                |
| TCR  | VOTK | Flughafen Tuticorin                | Thoothukudi           | Tamil Nadu             | Indien              |
| TCS  | KTCS | Flugplatz Truth or Consequences    | Truth or Consequences | New Mexico             | USA                 |
| TCT  | –    | Flugplatz Takotna                  | Takotna               | Alaska                 | USA                 |
| TCU  | FATN | Flugplatz Thaba Nchu               | Thaba Nchu            | Freistaat              | Südafrika           |
| TCW  | YTOC | Flugplatz Tocumwal                 | Tocumwal              | New South Wales        | Australien          |
| TCX  | OIMT | Flughafen Tabas                    | Tabas                 | Süd-Chorasan           | Iran                |
| TCY  | FYTE | Terrace Bay Airport                | Terrace Bay           | Kunene                 | Namibia             |
| TCZ  | ZPTC | Flughafen Tengchong-Tuofeng        | Tengchong             | Yunnan                 | VR China            |

## TD
| IATA | ICAO | Flughafen                  | Ort               | Region            | Land            |
| ---- | ---- | -------------------------- | ----------------- | ----------------- | --------------- |
| TDA  | SKTD | Flugplatz Trinidad         | Trinidad          | Casanare          | Kolumbien       |
| TDB  | AYTF | Flugplatz Tetebedi         | Tetebedi          | Oro               | Papua-Neuguinea |
| TDD  | SLTR | Flughafen Trinidad         | Trinidad          | Beni              | Bolivien        |
| TDG  | RPMW | Flughafen Tandag           | Tandag City       | Surigao del Sur   | Philippinen     |
| TDJ  | HDTJ | Flugplatz Tadjoura         | Tadjoura          | Tadjoura          | Dschibuti       |
| TDK  | –    | Flughafen Taldyqorghan     | Taldyqorghan      | Almaty            | Kasachstan      |
| TDL  | SAZT | Flughafen Tandil           | Tandil            | Buenos Aires      | Argentinien     |
| TDN  | YTHD | Flugplatz Theda Station    | Theda Station     | Western Australia | Australien      |
| TDO  | KTDO | South Lewis County Airport | Toledo            | Washington        | USA             |
| TDP  | SPDR | Flugplatz Trompeteros      | Villa Trompeteros | Loreto            | Peru            |
| TDR  | YTDR | Flugplatz Theodore         | Theodore          | Queensland        | Australien      |
| TDS  | AYSS | Flugplatz Sasareme         | Sasereme          | Western           | Papua-Neuguinea |
| TDT  | FATD | Flugplatz Tanda Tula       | Timbavati         | Mpumalanga        | Südafrika       |
| TDV  | FMSN | Flugplatz Tanandava        | Tanandava         | Androy            | Madagaskar      |
| TDW  | KTDW | Tradewind Airport          | Amarillo          | Texas             | USA             |
| TDX  | VTBO | Flughafen Trat             | Trat              | Trat              | Thailand        |
| TDZ  | KTDZ | Toledo Executive Airport   | Toledo            | Ohio              | USA             |

## TE
| IATA | ICAO | Flughafen                        | Ort            | Region            | Land            |
| ---- | ---- | -------------------------------- | -------------- | ----------------- | --------------- |
| TEA  | MHTE | Flughafen Tela                   | Tela           | Atlántida         | Honduras        |
| TEB  | KTEB | Flughafen Teterboro              | Teterboro      | New Jersey        | USA             |
| TEC  | SBTL | Flughafen Telêmaco Borba         | Telêmaco Borba | Paraná            | Brasilien       |
| TED  | EKTS | Flughafen Thisted                | Thisted        | Nordjylland       | Dänemark        |
| TEE  | DABS | Flughafen Tebessa                | Tebessa        | Tebessa           | Algerien        |
| TEF  | YTEF | Flugplatz Telfer                 | Telfer         | Western Australia | Australien      |
| TEG  | DFET | Flughafen Tenkodogo              | Tenkodogo      | Centre-Est        | Burkina Faso    |
| TEH  | –    | Flugplatz Tetlin                 | Tetlin         | Alaska            | USA             |
| TEI  | VETJ | Flugplatz Tezu                   | Tezu           | Arunachal Pradesh | Indien          |
| TEK  | PAKA | Flugplatz Tatitlek               | Tatitlek       | Alaska            | USA             |
| TEL  | WBKE | Flughafen Telupid                | Telupid        | Sabah             | Malaysia        |
| TEM  | YTEM | Flugplatz Temora                 | Temora         | New South Wales   | Australien      |
| TEN  | ZUTR | Flughafen Tongren                | Tongren        | Guizhou           | VR China        |
| TEO  | –    | Flugplatz Terapo                 | Terapo         | Gulf              | Papua-Neuguinea |
| TEP  | AYTP | Flugplatz Teptep                 | Teptep         | Madang            | Papua-Neuguinea |
| TEQ  | LTBU | Flughafen Tekirdağ-Çorlu-Atatürk | Çorlu          | Marmararegion     | Türkei          |
| TER  | LPLA | Base Aérea das Lajes             | Terceira       | Azoren            | Portugal        |
| TES  | HHTS | Flugplatz Tesseney               | Tesseney       | Gash-Barka        | Eritrea         |
| TET  | FQTT | Flughafen Tete                   | Tete           | Tete              | Mosambik        |
| TEU  | NZMO | Flughafen Te Anau                | Te Anau        | Southland         | Neuseeland      |
| TEV  | LETL | Flughafen Teruel                 | Teruel         | Aragonien         | Spanien         |
| TEX  | KTEX | Regionalflughafen Telluride      | Telluride      | Colorado          | USA             |
| TEY  | BITE | Flugplatz Þingeyri               | Þingeyri       | Vestfirðir        | Island          |
| TEZ  | VETZ | Flughafen Assam                  | Tezpur         | Assam             | Indien          |

## TF
| IATA | ICAO | Flughafen                               | Ort                           | Region            | Land                |
| ---- | ---- | --------------------------------------- | ----------------------------- | ----------------- | ------------------- |
| TFA  | –    | Flugplatz Tifalmin                      | Tifalmin                      | Sandaun           | Papua-Neuguinea     |
| TFF  | SBTF | Flughafen Tefé                          | Tefé                          | Amazonas          | Brasilien           |
| TFI  | AYTU | Flugplatz Tufi                          | Tufi                          | Oro               | Papua-Neuguinea     |
| TFL  | SNTO | Flughafen Teófilo Otoni                 | Teófilo Otoni                 | Minas Gerais      | Brasilien           |
| TFM  | –    | Flugplatz Telefomin                     | Telefomin                     | Sandaun           | Papua-Neuguinea     |
| TFN  | GCXO | Flughafen Teneriffa Nord                | Teneriffa                     | Kanarische Inseln | Spanien             |
| TFR  | –    | Flughafen Madinat al-Aschir min Ramadan | Madinat al-Aschir min Ramadan | asch-Scharqiyya   | Ägypten             |
| TFS  | GCTS | Flughafen Teneriffa Süd                 | Teneriffa                     | Kanarische Inseln | Spanien             |
| TFT  | OPTT | Flugplatz Taftan                        | Taftan                        | Belutschistan     | Pakistan            |
| TFU  | ZUTF | Chengdu Tianfu International Airport    | Chengdu                       | Sichuan           | Volksrepublik China |
| TFY  | –    | Flughafen Krui                          | Krui                          | Lampung           | Indonesien          |

## TG
| IATA | ICAO | Flughafen                       | Ort                | Region            | Land                |
| ---- | ---- | ------------------------------- | ------------------ | ----------------- | ------------------- |
| TGA  | WSAT | Militärflugplatz Tengah         | Singapur           | –                 | Singapur            |
| TGB  | –    | Flugplatz Rizal                 | Rizal              | MIMAROPA          | Philippinen         |
| TGC  | WBGT | Flughafen Tanjung Manis         | Tanjung Manis      | Sarawak           | Malaysia            |
| TGD  | LYPG | Flughafen Podgorica             | Podgorica          | –                 | Montenegro          |
| TGE  | –    | Sharpe Field                    | Tuskegee           | Alabama           | USA                 |
| TGG  | WMKN | Flughafen Kuala Terengganu      | Kuala Terengganu   | Terengganu        | Malaysia            |
| TGH  | NVST | Flughafen Tongoa                | Tongoa             | Shefa             | Vanuatu             |
| TGI  | SPGM | Flughafen Tingo María           | Tingo María        | Huánuco           | Peru                |
| TGJ  | NWWA | Flughafen Tiga                  | Tiga               | Loyalitätsinseln  | Neukaledonien       |
| TGK  | URRT | Flughafen Taganrog-Juschny      | Taganrog           | Rostow            | Russland            |
| TGL  | –    | Flugplatz Tagula                | Vanatinai (Tagula) | Milne Bay         | Papua-Neuguinea     |
| TGM  | LRTM | Flughafen Târgu Mureș           | Târgu Mureș        | Mureș             | Rumänien            |
| TGN  | YLTV | Latrobe Valley Airport          | Traralgon          | Victoria          | Australien          |
| TGO  | ZBTL | Flughafen Tongliao              | Tongliao           | Innere Mongolei   | Volksrepublik China |
| TGP  | UNIP | Flugplatz Podkamennaja Tunguska | Bor                | Krasnojarsk       | Russland            |
| TGQ  | SWTS | Flugplatz Tangará da Serra      | Tangará da Serra   | Mato Grosso       | Brasilien           |
| TGR  | DAUK | Flughafen Touggourt Sidi Madhi  | Touggourt          | Ouargla           | Algerien            |
| TGS  | –    | Flugplatz Chókwè                | Chókwè             | Gaza              | Mosambik            |
| TGT  | HTTG | Flughafen Tanga                 | Tanga              | Tanga             | Tansania            |
| TGU  | MHTG | Flughafen Tegucigalpa           | Tegucigalpa        | Francisco Morazán | Honduras            |
| TGV  | LBTG | Flugplatz Targowischte          | Targowischte       | Targowischte      | Bulgarien           |
| TGZ  | MMTG | Flughafen Tuxtla Gutiérrez      | Tuxtla Gutiérrez   | Chiapas           | Mexiko              |

## TH
| IATA | ICAO | Flughafen                                        | Ort              | Region               | Land        |
| ---- | ---- | ------------------------------------------------ | ---------------- | -------------------- | ----------- |
| THA  | KTHA | Tullahoma Regional Airport                       | Tullahoma        | Tennessee            | USA         |
| THB  | FXTA | Flughafen Thaba Tseka                            | Thaba-Tseka      | Thaba-Tseka          | Lesotho     |
| THC  | GLTN | Flughafen Tchien                                 | Tchien           | Grand Gedeh          | Liberia     |
| THD  | VVTX | Flughafen Sao Vàng                               | Thanh Hóa        | Thanh Hóa            | Vietnam     |
| THE  | SBTE | Flughafen Teresina                               | Teresina         | Piauí                | Brasilien   |
| THF  | EDDI | Flughafen Berlin-Tempelhof                       | Berlin           | Berlin               | Deutschland |
| THG  | YTNG | Flughafen Thangool                               | Thangool/Biloela | Queensland           | Australien  |
| THH  | –    | Flugplatz Taharoa                                | Taharoa          | Waikato              | Neuseeland  |
| THI  | GQNC | Flugplatz Tichitt                                | Tichitt          | Tagant               | Mauretanien |
| THK  | VLTK | Flughafen Thakhek                                | Thakhek          | Khammuan             | Laos        |
| THL  | VYTL | Flughafen Tachilek                               | Tachilek         | Shan-Staat           | Myanmar     |
| THM  | KTHM | Thompson Falls Airport                           | Thompson Falls   | Montana              | USA         |
| THN  | ESGT | Flughafen Trollhättan-Vänersborg                 | Trollhättan      | Västra Götalands län | Schweden    |
| THO  | BITN | Flughafen Þórshöfn                               | Þórshöfn         | Norðurland eystra    | Island      |
| THP  | KTHP | Hot Springs County–Thermopolis Municipal Airport | Thermopolis      | Wyoming              | USA         |
| THQ  | ZLTS | Flughafen Tianshui Maijishan                     | Tianshui         | Gansu                | China       |
| THR  | OIII | Flughafen Teheran-Mehrabad                       | Teheran          | Teheran              | Iran        |
| THS  | VTPO | Flughafen Sukhothai                              | Sukhothai        | Sukhothai            | Thailand    |
| THT  | GQNT | Flugplatz Tamchekett                             | Tamchekett       | Hodh El Gharbi       | Mauretanien |
| THU  | BGTL | Thule Air Base                                   | Thule            | Avannaata Kommunia   | Grönland    |
| THV  | KTHV | York Airport                                     | York             | Pennsylvania         | USA         |
| THW  | –    | Trincomalee Harbour Seaplane Base                | Trincomalee      | Trincomalee          | Sri Lanka   |
| THX  | UOTT | Flughafen Turuchansk                             | Turuchansk       | Krasnojarsk          | Russland    |
| THY  | FATH | Flughafen Thohoyandou                            | Thohoyandou      | Limpopo              | Südafrika   |
| THZ  | DRRT | Flughafen Tahoua                                 | Tahoua           | Tahoua               | Niger       |

## TI
| IATA | ICAO | Flughafen                        | Ort                  | Region                                                   | Land                   |
| ---- | ---- | -------------------------------- | -------------------- | -------------------------------------------------------- | ---------------------- |
| TIA  | LATI | Flughafen Tirana                 | Tirana               | Tirana                                                   | Albanien               |
| TIB  | SKTB | Flugplatz Tibú                   | Tibú                 | Norte de Santander                                       | Kolumbien              |
| TIC  | –    | Flugplatz Tinak                  | Tinak                | Arno-Atoll                                               | Marshallinseln         |
| TID  | DAOB | Flughafen Bou Chekif             | Tiaret               | Tiaret                                                   | Algerien               |
| TIE  | HATP | Flughafen Tippi                  | Tepi                 | Region der südlichen Nationen, Nationalitäten und Völker | Äthiopien              |
| TIF  | OETF | Flughafen Ta'if                  | Ta'if                | Mekka                                                    | Saudi-Arabien          |
| TIG  | –    | Flugplatz Tingwon                | Tingwon              | New Ireland                                              | Papua-Neuguinea        |
| TIH  | NTGC | Flugplatz Tikehau                | Tikehau              | Tuamotu-Archipel                                         | Französisch-Polynesien |
| TII  | OATN | Flughafen Tarin Kut              | Tarin Kut            | Urusgan                                                  | Afghanistan            |
| TIJ  | MMTJ | Flughafen Tijuana                | Tijuana              | Baja California                                          | Mexiko                 |
| TIK  | KTIK | Tinker Air Force Base            | Oklahoma City        | Oklahoma                                                 | USA                    |
| TIL  | –    | Cheadle Airport                  | Cheadle              | Wheatland County, Alberta                                | Kanada                 |
| TIM  | WAYY | Flughafen Mozez Kilangin         | Tembagapura / Timika | Papua                                                    | Indonesien             |
| TIN  | DAOF | Flughafen Tindouf                | Tindūf               | Tindūf                                                   | Algerien               |
| TIO  | VYHN | Flugplatz Tilin                  | Tilin                | Gangaw, Magwe-Region                                     | Myanmar                |
| TIP  | HLLT | Tripoli International Airport    | Tripolis             | Tripolis                                                 | Libyen                 |
| TIQ  | PGWT | Internationaler Flughafen Tinian | Tinian               | –                                                        | Nördliche Marianen     |
| TIR  | VOTP | Flughafen Tirupati               | Tirupati             | Andhra Pradesh                                           | Indien                 |
| TIU  | NZTU | Richard Pearse Airport           | Timaru               | Canterbury                                               | Neuseeland             |
| TIV  | LYTV | Flughafen Tivat                  | Tivat                | Tivat                                                    | Montenegro             |
| TIW  | KTIW | Tacoma Narrows Airport           | Tacoma               | Washington                                               | USA                    |
| TIX  | KTIX | Space Coast Regional Airport     | Titusville           | Florida                                                  | USA                    |
| TIY  | GQND | Flughafen Tidjikja               | Tidjikja             | Tagant                                                   | Mauretanien            |
| TIZ  | AYTA | Flugplatz Tari                   | Tari                 | Hela                                                     | Papua-Neuguinea        |

## TJ
| IATA | ICAO | Flughafen                                     | Ort            | Region             | Land                   |
| ---- | ---- | --------------------------------------------- | -------------- | ------------------ | ---------------------- |
| TJA  | SLTJ | Flughafen Tarija                              | Tarija         | Tarija             | Bolivien               |
| TJB  | WIBT | Flughafen Raja Haji Abdullah                  | Tanjung Balai  | Kepulauan Riau     | Indonesien             |
| TJC  | –    | Flugplatz Ticantiquí                          | Ticantiquí     | Guna Yala          | Panama                 |
| TJG  | WAON | Flughafen Warukin                             | Tanjung        | Kalimantan Selatan | Indonesien             |
| TJH  | RJBT | Flughafen Tajima                              | Toyooka        | Hyōgo              | Japan                  |
| TJI  | MHTJ | Flughafen Trujillo                            | Trujillo       | Colón              | Honduras               |
| TJK  | LTAW | Flughafen Tokat                               | Tokat          | Schwarzmeerregion  | Türkei                 |
| TJL  | SBTG | Flughafen Três Lagoas                         | Três Lagoas    | Mato Grosso do Sul | Brasilien              |
| TJM  | USTR | Flughafen Tjumen                              | Tjumen         | Tjumen             | Russland               |
| TJN  | NTKM | Flugplatz Takume                              | Takume         | Tuamotu-Archipel   | Französisch-Polynesien |
| TJQ  | WIKT | Internationaler Flughafen H.A.S Hanandjoeddin | Tanjung Pandan | Bangka-Belitung    | Indonesien             |
| TJS  | WAGD | Flughafen Tanjung Harapan                     | Tanjung Selor  | Kalimantan Utara   | Indonesien             |
| TJU  | UTDK | Flughafen Kulob                               | Kulob          | Chatlon            | Tadschikistan          |
| TJV  | VOTJ | Thanjavur Air Force Station                   | Thanjavur      | Tamil Nadu         | Indien                 |

## TK
| IATA | ICAO | Flughafen                | Ort              | Region                       | Land                   |
| ---- | ---- | ------------------------ | ---------------- | ---------------------------- | ---------------------- |
| TKA  | PATK | Flugplatz Talkeetna      | Talkeetna        | Alaska                       | USA                    |
| TKB  | AYTZ | Flugplatz Tekadu         | Tekadu           | Morobe                       | Papua-Neuguinea        |
| TKC  | FKKC | Flugplatz Tiko           | Tiko             | Sud-Ouest                    | Kamerun                |
| TKD  | DGTK | Takoradi Airport         | Sekondi-Takoradi | Western Region               | Ghana                  |
| TKE  | –    | Tenakee Seaplane Base    | Tenakee Springs  | Alaska                       | USA                    |
| TKF  | KTRK | Truckee-Tahoe Airport    | Truckee          | Kalifornien                  | USA                    |
| TKG  | WILL | Flughafen Radin Inten II | Bandar Lampung   | Lampung                      | Indonesien             |
| TKH  | VTPI | Militärflugplatz Takhli  | Amphoe Takhli    | Nakhon Sawan                 | Thailand               |
| TKI  | –    | Tokeen Seaplane Base     | Tokeen           | Alaska                       | USA                    |
| TKJ  | PFTO | Tok Airport              | Tok              | Alaska                       | USA                    |
| TKK  | PTKK | Flughafen Chuuk          | Chuuk            | Chuuk                        | Mikronesien            |
| TKL  | –    | Taku Lodge Seaplane Base | Taku Lodge       | Alaska                       | USA                    |
| TKN  | RJKN | Flughafen Tokunoshima    | Tokunoshima      | Kagoshima                    | Japan                  |
| TKO  | FXTK | Tlokoeng Airport         | Tlokoeng         | Mokhotlong                   | Lesotho                |
| TKP  | NTGT | Flugplatz Takapoto       | Takapoto         | Tuamotu-Archipel             | Französisch-Polynesien |
| TKQ  | HTKA | Flughafen Kigoma         | Kigoma           | Kigoma                       | Tansania               |
| TKR  | VGSG | Flugplatz Thakurgaon     | Thakurgaon       | Rangpur                      | Bangladesch            |
| TKS  | RJOS | Flughafen Tokushima      | Tokushima        | Tokushima                    | Japan                  |
| TKT  | VTPT | Flughafen Tak            | Tak              | Tak                          | Thailand               |
| TKU  | EFTU | Flughafen Turku          | Turku            | Varsinais-Suomi              | Finnland               |
| TKV  | NTGO | Flugplatz Tatakoto       | Tatakoto         | Tuamotu-Archipel             | Französisch-Polynesien |
| TKW  | AYTN | Flugplatz Tekin          | Tekin            | Sandaun                      | Papua-Neuguinea        |
| TKX  | NTKR | Flugplatz Takaroa        | Takaroa          | Tuamotu-Archipel             | Französisch-Polynesien |
| TKY  | YTKY | Turkey Creek Airport     | Turkey Creek     | Kimberley, Western Australia | Australien             |
| TKZ  | NZTO | Flugplatz Tokoroa        | Tokoroa          | Waikato                      | Neuseeland             |

## TL
| IATA | ICAO | Flughafen                                     | Ort                        | Region                                       | Land                |
| ---- | ---- | --------------------------------------------- | -------------------------- | -------------------------------------------- | ------------------- |
| TLA  | PATE | Teller Airport                                | Teller                     | Alaska                                       | USA                 |
| TLB  | OPTA | Tarbela Dam Airport                           | Tarbela-Talsperre          | Khyber Pakhtunkhwa                           | Pakistan            |
| TLC  | MMTO | Flughafen Toluca                              | Toluca                     | México                                       | Mexiko              |
| TLD  | FBTL | Tuli Lodge Airport                            | Tuli Lodge                 | Northern Tuli Game Reserve, Central District | Botswana            |
| TLE  | FMST | Flughafen Toliara                             | Toliara                    | Atsimo-Andrefana                             | Madagaskar          |
| TLF  | –    | Telida Airport                                | Telida                     | Alaska                                       | USA                 |
| TLH  | KTLH | Tallahassee International Airport             | Tallahassee                | Florida                                      | USA                 |
| TLI  | WAMI | Flughafen Sultan Bantilan                     | Toli-Toli                  | Sulawesi Tengah                              | Indonesien          |
| TLJ  | PATL | Tatalina LRRS Airport                         | Tatalina Air Force Station | Alaska                                       | USA                 |
| TLK  | UECT | Flughafen Talakan                             | Talakan-Ölfeld             | Sacha                                        | Russland            |
| TLL  | EETN | Flughafen Tallinn-Lennart Meri                | Tallinn                    | Harju                                        | Estland             |
| TLM  | DAON | Flughafen Tlemcen - Zenata - Messali El Hadj  | Tlemcen                    | Tlemcen                                      | Algerien            |
| TLN  | LFTH | Flughafen Toulon-Hyères                       | Toulon / Hyères            | Provence-Alpes-Côte d’Azur                   | Frankreich          |
| TLO  | –    | Flugplatz Tol                                 | Tol                        | East New Britain                             | Papua-Neuguinea     |
| TLP  | –    | Flugplatz Tumolbil                            | Tumolbil                   | Sandaun                                      | Papua-Neuguinea     |
| TLQ  | ZWTL | Flughafen Turpan                              | Turpan                     | Xinjiang                                     | Volksrepublik China |
| TLR  | KTLR | Mefford Field                                 | Tulare                     | Kalifornien                                  | USA                 |
| TLS  | LFBO | Flughafen Toulouse-Blagnac                    | Toulouse                   | Okzitanien                                   | Frankreich          |
| TLT  | –    | Flugplatz Tuluksak                            | Tuluksak                   | Alaska                                       | USA                 |
| TLU  | SKTL | Aeropuerto Regional del Golfo de Morrosquillo | Tolú                       | Sucre                                        | Kolumbien           |
| TLV  | LLBG | Flughafen Ben Gurion                          | Tel Aviv-Jaffa             | Tel Aviv                                     | Israel              |
| TLW  | AYVL | Flugplatz Talasea                             | Talasea                    | West New Britain                             | Papua-Neuguinea     |
| TLX  | SCTL | Flugplatz Talca                               | Talca                      | Maule                                        | Chile               |
| TLY  | UHWP | Flugplatz Plastun                             | Plastun                    | Ferner Osten                                 | Russland            |
| TLZ  | SWKT | Flugplatz Catalão                             | Catalão                    | Goiás                                        | Brasilien           |

## TM
| IATA | ICAO | Flughafen                  | Ort             | Region                       | Land                  |
| ---- | ---- | -------------------------- | --------------- | ---------------------------- | --------------------- |
| TMA  | KMTA | Henry Tift Myers Airport   | Tifton          | Georgia                      | USA                   |
| TMB  | KTMB | Miami Executive Airport    | Miami           | Florida                      | USA                   |
| TMC  | WATK | Flughafen Tambolaka        | Tambolaka       | Nusa Tenggara Timur          | Indonesien            |
| TMD  | GQNH | Flugplatz Timbédra         | Timbédra        | Hodh Ech Chargui             | Mauretanien           |
| TME  | SKTM | Flughafen Tame             | Tame            | Arauca                       | Kolumbien             |
| TMF  | VRNT | Flugplatz Thimarafushi     | Thimarafushi    | Kolhumadulu-Atoll            | Malediven             |
| TMG  | WBKM | Flugplatz Tomanggong       | Tomanggong      | Kinabatangan, Sabah          | Malaysia              |
| TMH  | WAKT | Flugplatz Tanahmerah       | Tanah Merah     | Papua Selatan                | Indonesien            |
| TMI  | VNTR | Flughafen Tumlingtar       | Tumlingtar      | Sankhuwasabha, Provinz Koshi | Nepal                 |
| TMJ  | UTST | Flughafen Termiz           | Termiz          | Surxondaryo                  | Usbekistan            |
| TMK  | –    | Flugplatz Tam Kỳ           | Tam Kỳ          | Quảng Nam                    | Vietnam               |
| TML  | DGLE | Flughafen Tamale           | Tamale          | Northern                     | Ghana                 |
| TMM  | FMMT | Flughafen Toamasina        | Toamasina       | Atsinanana                   | Madagaskar            |
| TMN  | NGTM | Flugplatz Tamana           | Tamana          | Gilbertinseln                | Kiribati              |
| TMO  | SVTM | Flughafen Tumeremo         | Tumeremo        | Bolívar                      | Venezuela             |
| TMP  | EFTP | Flughafen Tampere-Pirkkala | Tampere         | Pirkanmaa                    | Finnland              |
| TMQ  | DFEM | Flugplatz Tambao           | Tambao          | Sahel                        | Burkina Faso          |
| TMR  | DAAT | Flughafen Tamanrasset      | Tamanrasset     | Tamanrasset                  | Algerien              |
| TMS  | FPST | Flughafen São Tomé         | São Tomé        | Água Grande                  | São Tomé und Príncipe |
| TMT  | SBTB | Flughafen Porto Trombetas  | Porto Trombetas | Pará                         | Brasilien             |
| TMU  | MRTR | Flugplatz Tambor           | Tambor          | Puntarenas                   | Costa Rica            |
| TMW  | YSTW | Tamworth Regional Airport  | Tamworth        | New South Wales              | Australien            |
| TMX  | DAUT | Flughafen Timimoun         | Timimoun        | Timimoun                     | Algerien              |
| TMY  | WABH | Flugplatz Tiom             | Tiom            | Lanny Jaya, Papua            | Indonesien            |
| TMZ  | NZTH | Thames Airfield            | Thames          | Waikato                      | Neuseeland            |

## TN
| IATA | ICAO | Flughafen                                        | Ort                       | Region                    | Land                |
| ---- | ---- | ------------------------------------------------ | ------------------------- | ------------------------- | ------------------- |
| TNA  | ZSJN | Flughafen Jinan Yaoqiang                         | Jinan                     | Shandong                  | Volksrepublik China |
| TNB  | WRLH | Flugplatz Tanah Grogot                           | Tanah Grogot / Tana Paser | Paser, Kalimantan Timur   | Indonesien          |
| TNC  | PATC | Tin City Airport                                 | Tin City                  | Nome, Alaska              | USA                 |
| TND  | MUTD | Flugplatz Trinidad                               | Trinidad                  | Sancti Spíritus           | Kuba                |
| TNE  | RJFG | Flughafen Neu-Tanegashima                        | Tanegashima               | Kagoshima                 | Japan               |
| TNF  | LFPN | Flugplatz Toussus-le-Noble                       | Toussus-le-Noble          | Île-de-France             | Frankreich          |
| TNG  | GMTT | Flughafen Tanger-Boukhalef                       | Tanger                    | Tanger-Tétouan-Al Hoceïma | Marokko             |
| TNH  | ZYTN | Flughafen Tonghua Liuhe                          | Tonghua                   | Jilin                     | Volksrepublik China |
| TNI  | VIST | Flugplatz Satna                                  | Satna                     | Madhya Pradesh            | Indien              |
| TNJ  | WIDN | Internationaler Flughafen Raja Haji Fisabilillah | Tanjung Pinang            | Kepulauan Riau            | Indonesien          |
| TNK  | –    | Tununak Airport                                  | Tununak                   | Alaska                    | USA                 |
| TNL  | UKLT | Flughafen Ternopil                               | Ternopil                  | Ternopil                  | Ukraine             |
| TNM  | SCRM | Teniente Rodolfo Marsh Martin Base Airport       | Villa Las Estrellas       | King George Island        | Antarktis           |
| TNN  | RCNN | Flughafen Tainan                                 | Tainan                    | –                         | Taiwan              |
| TNO  | MRTM | Flughafen Tamarindo                              | Tamarindo                 | Guanacaste                | Costa Rica          |
| TNP  | KTNP | Twentynine Palms Airport                         | Twentynine Palms          | Kalifornien               | USA                 |
| TNQ  | PLWN | Flugplatz Teraina                                | Teraina                   | Line Islands              | Kiribati            |
| TNR  | FMMI | Flughafen Antananarivo                           | Antananarivo              | Analamanga                | Madagaskar          |
| TNS  | –    | Catung Aerodrome                                 | Tungsten                  | Nordwest-Territorien      | Kanada              |
| TNT  | KTNT | Dade-Collier Training and Transition Airport     | Miami                     | Florida                   | USA                 |
| TNU  | KTNU | Newton Municipal Airport                         | Newton                    | Iowa                      | USA                 |
| TNV  | PLFA | Flugplatz Tabuaeran                              | Tabuaeran                 | Line Islands              | Kiribati            |
| TNW  | SEJD | Flughafen Tena – Jumandy                         | Tena                      | Napo                      | Ecuador             |
| TNX  | VDST | Flugplatz Stung Treng                            | Stung Treng               | Stung Treng               | Kambodscha          |
| TNZ  | ZMTL | Flugplatz Tosontsengel                           | Tosontsengel              | Dsawchan-Aimag            | Mongolei            |

## TO
| IATA | ICAO | Flughafen                        | Ort           | Region                 | Land                     |
| ---- | ---- | -------------------------------- | ------------- | ---------------------- | ------------------------ |
| TOA  | KTOA | Zamperini Field                  | Torrance      | Kalifornien            | USA                      |
| TOB  | HLTQ | Flughafen Tobruk                 | Tobruk        | al-Butnan              | Libyen                   |
| TOC  | KTOC | Toccoa Airport                   | Toccoa        | Georgia                | USA                      |
| TOD  | WMBT | Flughafen Tioman                 | Pulau Tioman  | Pahang                 | Malaysia                 |
| TOE  | DTTZ | Flughafen Tozeur-Nefta           | Tozeur        | Tozeur                 | Tunesien                 |
| TOF  | UNTT | Flughafen Tomsk                  | Tomsk         | Tomsk                  | Russland                 |
| TOG  | PATG | Togiak Airport                   | Togiak        | Alaska                 | USA                      |
| TOH  | NVSD | Torres Airport                   | Torres-Inseln | Torba                  | Vanuatu                  |
| TOI  | KTOI | Troy Municipal Airport           | Troy          | Alabama                | USA                      |
| TOJ  | LETO | Flughafen Madrid-Torrejón        | Madrid        | Madrid                 | Spanien                  |
| TOK  | –    | Flugplatz Torokina               | Torokina      | Torokina, Bougainville | Papua-Neuguinea          |
| TOL  | KTOL | Flughafen Toledo Express         | Toledo        | Ohio                   | USA                      |
| TOM  | GATB | Flughafen Timbuktu               | Timbuktu      | Timbuktu               | Mali                     |
| TON  | AYVU | Flugplatz Tonu                   | Tonu          | Bougainville           | Papua-Neuguinea          |
| TOO  | MRSV | Flugplatz San Vito               | San Vito      | Puntarenas             | Costa Rica               |
| TOP  | KTOP | Philip Billard Municipal Airport | Topeka        | Kansas                 | USA                      |
| TOQ  | SCBE | Flugplatz Barriles               | Tocopilla     | Antofagasta            | Chile                    |
| TOR  | KTOR | Torrington Municipal Airport     | Torrington    | Wyoming                | USA                      |
| TOS  | ENTC | Flughafen Tromsø                 | Tromsø        | Troms                  | Norwegen                 |
| TOT  | SMCO | Flugplatz Totness                | Totness       | Coronie                | Suriname                 |
| TOU  | NWWU | Flughafen Touho                  | Touho         | Nordprovinz            | Neukaledonien            |
| TOV  | –    | West End Seaplane Base           | Tortola       | –                      | Britische Jungferninseln |
| TOW  | SBTD | Flughafen Toledo                 | Toledo        | Paraná                 | Brasilien                |
| TOX  | USTO | Flughafen Tobolsk                | Tobolsk       | Tjumen                 | Russland                 |
| TOY  | RJNT | Flughafen Toyama                 | Toyama        | Toyama                 | Japan                    |
| TOZ  | DITM | Flugplatz Touba                  | Touba         | Woroba                 | Côte d’Ivoire            |

## TP
| IATA | ICAO | Flughafen                   | Ort       | Region              | Land                    |
| ---- | ---- | --------------------------- | --------- | ------------------- | ----------------------- |
| TPA  | KTPA | Tampa International Airport | Tampa     | Florida             | USA                     |
| TPC  | SETR | Flughafen Tarapoa           | Tarapoa   | Sucumbíos           | Ecuador                 |
| TPE  | RCTP | Flughafen Taiwan Taoyuan    | Taipeh    | Taoyuan             | Republik China (Taiwan) |
| TPF  | KTPF | Peter O. Knight Airport     | Tampa     | Florida             | USA                     |
| TPG  | WMBI | Flugplatz Taiping           | Taiping   | Perak               | Malaysia                |
| TPH  | KTPH | Tonopah Airport             | Tonopah   | Nevada              | USA                     |
| TPI  | AYTI | Flugplatz Tapini            | Tapini    | Central             | Papua-Neuguinea         |
| TPJ  | VNTJ | Suketar Airport             | Taplejung | Provinz Koshi       | Nepal                   |
| TPK  | WITA | Flughafen Teuku Cut Ali     | Tapaktuan | Aceh                | Indonesien              |
| TPL  | KTPL | Draughon–Miller Airport     | Temple    | Texas               | USA                     |
| TPN  | SETI | Flugplatz Tiputini          | Tiputini  | Orellana            | Ecuador                 |
| TPP  | SPST | Flughafen Tarapoto          | Tarapoto  | San Martín          | Peru                    |
| TPQ  | MMEP | Flughafen Tepic             | Tepic     | Nayarit             | Mexiko                  |
| TPR  | YTMP | Tom Price Airport           | Tom Price | Western Australia   | Australien              |
| TPS  | LICT | Flughafen Trapani           | Trapani   | Sizilien            | Italien                 |
| TPT  | –    | Flugplatz Tappita           | Tappita   | Nimba               | Liberia                 |
| TPU  | VNTP | Tikapur Airport             | Tikapur   | Sudurpashchim       | Nepal                   |
| TPX  | NTTU | Flugplatz Tūpai             | Tūpai     | Gesellschaftsinseln | Französisch-Polynesien  |

## TQ
| IATA | ICAO | Flughafen                     | Ort           | Region                           | Land        |
| ---- | ---- | ----------------------------- | ------------- | -------------------------------- | ----------- |
| TQD  | ORAT | Luftwaffenbasis Al-Taqaddum   | Falludscha    | al-Anbar                         | Irak        |
| TQL  | USDS | Flughafen Tarko-Sale          | Tarko-Sale    | Autonomer Kreis der Jamal-Nenzen | Russland    |
| TQN  | OATQ | Flugplatz Taloqan             | Taloqan       | Tachar                           | Afghanistan |
| TQO  | MMTL | Flughafen Tulum               | Tulum         | Quintana Roo                     | Mexiko      |
| TQP  | YTEE | Flugplatz Trepell             | Trepell       | Queensland                       | Australien  |
| TQQ  | –    | Flugplatz Maranggo            | Tomia         | Wakatobi, Sulawesi Tenggara      | Indonesien  |
| TQS  | SKTQ | Luftwaffenbasis Tres Esquinas | Tres Esquinas | Caquetá                          | Kolumbien   |

## TR
| IATA | ICAO | Flughafen                                             | Ort                                | Region                  | Land            |
| ---- | ---- | ----------------------------------------------------- | ---------------------------------- | ----------------------- | --------------- |
| TRA  | RORT | Flughafen Tarama                                      | Tarama-son                         | Okinawa                 | Japan           |
| TRB  | SKTU | Flugplatz Turbo                                       | Turbo                              | Antioquia               | Kolumbien       |
| TRC  | MMTC | Aeropuerto Internacional De Torreón Francisco Sarabia | Torreón                            | Coahuila                | Mexiko          |
| TRD  | ENVA | Flughafen Trondheim                                   | Trondheim                          | Trøndelag               | Norwegen        |
| TRE  | EGPU | Tiree Airport                                         | Tiree                              | Schottland              | Großbritannien  |
| TRF  | ENTO | Flughafen Torp                                        | Sandefjord / Oslo                  | Vestfold                | Norwegen        |
| TRG  | NZTG | Tauranga Airport                                      | Tauranga                           | Bay of Plenty           | Neuseeland      |
| TRH  | –    | Trona Airport                                         | Trona                              | Kalifornien             | USA             |
| TRI  | KTRI | Tri-Cities Regional Airport                           | Bristol / Johnson City / Kingsport | Tennessee               | USA             |
| TRJ  | AYTT | Flugplatz Tarakbits                                   | Tarakbits                          | Western                 | Papua-Neuguinea |
| TRK  | WAQQ | Internationaler Flughafen Jawata                      | Tarakan                            | Kalimantan Utara        | Indonesien      |
| TRL  | KTRL | Terrell Municipal Airport                             | Terrell                            | Texas                   | USA             |
| TRM  | KTRM | Jacqueline Cochran Regional Airport                   | Thermal                            | Kalifornien             | USA             |
| TRN  | LIMF | Flughafen Turin                                       | Turin                              | Piemont                 | Italien         |
| TRO  | YTRE | Taree Airport                                         | Taree                              | New South Wales         | Australien      |
| TRQ  | SBTK | Aeroporto de Tarauacá                                 | Tarauacá                           | Acre                    | Brasilien       |
| TRR  | VCCT | Flughafen China Bay                                   | Trincomalee                        | Ostprovinz              | Sri Lanka       |
| TRS  | LIPQ | Flughafen Triest                                      | Triest                             | Friaul-Julisch Venetien | Italien         |
| TRT  | WAFB | Flughafen Buntu Kunik                                 | Tana Toraja                        | Sulawesi Selatan        | Indonesien      |
| TRU  | SPRU | Flughafen Trujillo                                    | Trujillo                           | La Libertad             | Peru            |
| TRV  | VOTV | Trivandrum International Airport                      | Thiruvananthapuram                 | Kerala                  | Indien          |
| TRW  | NGTA | Flughafen Bonriki International                       | Tarawa                             | Gilbertinseln           | Kiribati        |
| TRX  | KTRX | Trenton Municipal Airport                             | Trenton                            | Missouri                | USA             |
| TRY  | HUTO | Flugplatz Tororo                                      | Tororo                             | Tororo                  | Uganda          |
| TRZ  | VOTR | Flughafen Tiruchirapalli                              | Tiruchirappalli                    | Tamil Nadu              | Indien          |

## TS
| IATA | ICAO | Flughafen                            | Ort             | Region            | Land                    |
| ---- | ---- | ------------------------------------ | --------------- | ----------------- | ----------------------- |
| TSA  | RCSS | Flughafen Taipeh-Songshan            | Taipeh-Songshan | –                 | Republik China (Taiwan) |
| TSB  | FYTM | Flughafen Tsumeb                     | Tsumeb          | Oshikoto          | Namibia                 |
| TSC  | SETH | Flugplatz Taisha                     | Taisha          | Morona Santiago   | Ecuador                 |
| TSD  | –    | Flugplatz Tshipise                   | Tshipise        | Limpopo           | Südafrika               |
| TSF  | LIPH | Flughafen Treviso                    | Venedig         | Venetien          | Italien                 |
| TSG  | –    | Flugplatz Tanacross                  | Tanacross       | Alaska            | USA                     |
| TSH  | FZUK | Flughafen Tshikapa                   | Tshikapa        | Kasaï             | DR Kongo                |
| TSI  | –    | ehemaliger Flugplatz Tsile Tsile     | Tsiletsile      | Morobe            | Papua-Neuguinea         |
| TSJ  | RJDT | Flughafen Tsushima                   | Tsushima        | Nagasaki          | Japan                   |
| TSK  | –    | Flugplatz Taskul                     | Taskul          | New Ireland       | Papua-Neuguinea         |
| TSL  | MMTN | Flughafen Tamuín                     | Tamuín          | San Luis Potosí   | Mexiko                  |
| TSM  | KSKX | Taos Regional Airport                | Taos            | New Mexico        | USA                     |
| TSN  | ZBTJ | Tianjin Binhai International Airport | Tianjin         | –                 | Volksrepublik China     |
| TSP  | KTSP | Tehachapi Municipal Airport          | Tehachapi       | Kalifornien       | USA                     |
| TSQ  | SSTE | Flughafen Torres                     | Torres          | Rio Grande do Sul | Brasilien               |
| TSR  | LRTR | Flughafen Timișoara                  | Timișoara       | Timiș             | Rumänien                |
| TST  | VTST | Flughafen Trang                      | Trang           | Südthailand       | Thailand                |
| TSU  | NGTS | Flugplatz Tabiteuea Süd              | Tabiteuea-Süd   | Gilbertinseln     | Kiribati                |
| TSV  | YBTL | Townsville International Airport     | Townsville      | Queensland        | Australien              |
| TSW  | AYTS | Flugplatz Tsewi                      | Tsewi           | Morobe            | Papua-Neuguinea         |
| TSX  | WRLT | Flughafen Tanjung Santan             | Tanjung Santan  | Kalimantan Timur  | Indonesien              |
| TSY  | WICM | Flughafen Tasikmalaya                | Tasikmalaya     | Jawa Barat        | Indonesien              |
| TSZ  | ZMTG | Flughafen Tsetserleg                 | Tsetserleg      | Archangai         | Mongolei                |

## TT
| IATA | ICAO | Flughafen                           | Ort              | Region                       | Land                    |
| ---- | ---- | ----------------------------------- | ---------------- | ---------------------------- | ----------------------- |
| TTA  | GMAT | Flughafen Tan-Tan                   | Tan-Tan          | Guelmim-Oued Noun            | Marokko                 |
| TTB  | LIET | Flugplatz Tortolì-Arbatax           | Tortolì          | Sardinien                    | Italien                 |
| TTC  | SCTT | Flugplatz Las Breas                 | Taltal           | Antofagasta                  | Chile                   |
| TTD  | KTTD | Troutdale Airport                   | Portland         | Oregon                       | USA                     |
| TTE  | WAEE | Flughafen Sultan Babullah           | Ternate          | Maluku Utara                 | Indonesien              |
| TTG  | SAST | Flughafen Tartagal                  | Tartagal         | Salta                        | Argentinien             |
| TTH  | OOTH | RAFO Thumrait                       | Thumrait         | Dhofar                       | Oman                    |
| TTI  | NTTE | Flugplatz Tetiaroa                  | Tetiaroa         | Gesellschaftsinseln          | Französisch-Polynesien  |
| TTJ  | RJOR | Flughafen Tottori                   | Tottori          | Chūgoku                      | Japan                   |
| TTL  | –    | Turtle Island Seaplane Base         | Nanuya Levu      | Yasawa-Inseln, Western       | Fidschi                 |
| TTM  | –    | Flugplatz Tablón de Támara          | Tablón de Támara | Casanare                     | Kolumbien               |
| TTN  | KTTN | Flughafen Trenton–Mercer            | Trenton          | New Jersey                   | USA                     |
| TTO  | KBTN | Britton Municipal Airport           | Britton          | South Dakota                 | USA                     |
| TTQ  | MRBT | Flugplatz Tortuguero                | Tortuguero       | Limón                        | Costa Rica              |
| TTR  | WAFT | Flughafen Pongtiku                  | Tana Toraja      | Sulawesi Selatan             | Indonesien              |
| TTS  | FMNT | Flugplatz Tsaratanana               | Tsaratanana      | Betsiboka                    | Madagaskar              |
| TTT  | RCFN | Flughafen Taitung                   | Taitung          | Taitung                      | Republik China (Taiwan) |
| TTU  | GMTN | Flughafen Tetouan Sania Ramel       | Tétouan          | Tanger-Tétouan-Al Hoceïma    | Marokko                 |
| TTW  | –    | Tissa Tank Waterdrome Seaplane Base | Tissamaharama    | Südprovinz                   | Sri Lanka               |
| TTX  | YTST | Truscott-Mungalalu Airport          | Mungalalu        | Kimberley, Western Australia | Australien              |

## TU
| IATA | ICAO | Flughafen                       | Ort                   | Region                                                   | Land                   |
| ---- | ---- | ------------------------------- | --------------------- | -------------------------------------------------------- | ---------------------- |
| TUA  | SETU | Flughafen Tulcán                | Tulcán                | Carchi                                                   | Ecuador                |
| TUB  | NTAT | Flughafen Tubuai-Mataura        | Tubuai                | Austral-Inseln                                           | Französisch-Polynesien |
| TUC  | SANT | Flughafen San Miguel de Tucumán | San Miguel de Tucumán | Tucumán                                                  | Argentinien            |
| TUD  | GOTT | Flughafen Tambacounda           | Tambacounda           | Tambacounda                                              | Senegal                |
| TUF  | LFOT | Flughafen Tours                 | Tours                 | Centre-Val de Loire                                      | Frankreich             |
| TUG  | RPUT | Tuguegarao Airport              | Tuguegarao            | Cagayan Valley                                           | Philippinen            |
| TUI  | OETR | Flughafen Turaif                | Turaif                | al-Hudud asch-schamaliyya                                | Saudi-Arabien          |
| TUJ  | HAMJ | Flugplatz Tum                   | Tum                   | Region der südlichen Nationen, Nationalitäten und Völker | Äthiopien              |
| TUK  | OPTU | Flughafen Turbat                | Turbat                | Belutschistan                                            | Pakistan               |
| TUL  | KTUL | Tulsa International Airport     | Tulsa                 | Oklahoma                                                 | USA                    |
| TUM  | YTMU | Tumut Airport                   | Tumut                 | New South Wales                                          | Australien             |
| TUN  | DTTA | Flughafen Tunis                 | Tunis                 | Tunis                                                    | Tunesien               |
| TUO  | NZAP | Taupo Airport                   | Taupō                 | Waikato                                                  | Neuseeland             |
| TUP  | KTUP | Flughafen Tupelo                | Tupelo                | Mississippi                                              | USA                    |
| TUQ  | DFOT | Flughafen Tougan                | Tougan                | Boucle du Mouhoun                                        | Burkina Faso           |
| TUR  | SBTU | Flugplatz Tucuruí               | Tucuruí               | Pará                                                     | Brasilien              |
| TUS  | KTUS | Tucson International Airport    | Tucson                | Arizona                                                  | USA                    |
| TUT  | –    | Flugplatz Tauta                 | Tauta                 | Madang                                                   | Papua-Neuguinea        |
| TUU  | OETB | Flughafen Tabuk                 | Tabuk                 | Tabuk                                                    | Saudi-Arabien          |
| TUV  | SVTC | Flugplatz Tucupita              | Tucupita              | Delta Amacuro                                            | Venezuela              |
| TUW  | –    | Flugplatz Tubualá               | Tubualá               | Guna Yala                                                | Panama                 |
| TUX  | –    | Flugplatz Tumbler Ridge         | Tumbler Ridge         | British Columbia                                         | Kanada                 |
| TUY  | –    | Flughafen Tulum                 | Tulum                 | Quintana Roo                                             | Mexiko                 |
| TUZ  | –    | Flugplatz Tucumã                | Tucumã                | Pará                                                     | Brasilien              |

## TV
| IATA | ICAO | Flughafen                           | Ort               | Region      | Land                |
| ---- | ---- | ----------------------------------- | ----------------- | ----------- | ------------------- |
| TVA  | FMMR | Flughafen Morafenobe                | Morafenobe        | Melaky      | Madagaskar          |
| TVC  | KTVC | Cherry Capital Airport              | Traverse City     | Michigan    | USA                 |
| TVF  | KTVF | Regionalflughafen Thief River Falls | Thief River Falls | Minnesota   | USA                 |
| TVI  | KTVI | Thomasville Regional Airport        | Thomasville       | Georgia     | USA                 |
| TVL  | KTVL | Flughafen Lake Tahoe                | South Lake Tahoe  | Kalifornien | USA                 |
| TVS  | ZBTS | Flughafen Tangshan                  | Tangshan          | Hebei       | Volksrepublik China |
| TVU  | NFNM | Flughafen Matei                     | Taveuni           | Northern    | Fidschi             |
| TVY  | VYDW | Flughafen Dawei                     | Dawei             | Tanintharyi | Myanmar             |

## TW
| IATA | ICAO | Flughafen                              | Ort              | Region     | Land                |
| ---- | ---- | -------------------------------------- | ---------------- | ---------- | ------------------- |
| TWA  | –    | Twin Hills Airport                     | Twin Hills       | Alaska     | USA                 |
| TWB  | YTWB | Toowoomba Airport                      | Toowoomba        | Queensland | Australien          |
| TWC  | ZWTS | Flughafen Tumxuk                       | Tumxuk           | Xinjiang   | Volksrepublik China |
| TWD  | –    | Jefferson County International Airport | Port Townsend    | Washington | USA                 |
| TWE  | –    | Taylor Airport                         | Taylor Mine      | Alaska     | USA                 |
| TWF  | KTWF | Magic Valley Regional Airport          | Twin Falls       | Idaho      | USA                 |
| TWN  | –    | Tewantin Airport                       | Tewantin         | Queensland | Australien          |
| TWP  | –    | Torwood Airport                        | Torwood          | Queensland | Australien          |
| TWT  | RPMN | Flughafen Sanga-Sanga                  | Tawi-Tawi Island | Bangsamoro | Philippinen         |
| TWU  | WBKW | Flughafen Tawau                        | Tawau            | Sabah      | Malaysia            |
| TWY  | AYTW | Flugplatz Tawa                         | Tawa             | Morobe     | Papua-Neuguinea     |
| TWZ  | NZUK | Pukaki Airport                         | Twizel           | Canterbury | Neuseeland          |

## TX
| IATA | ICAO | Flughafen                         | Ort                 | Region        | Land                |
| ---- | ---- | --------------------------------- | ------------------- | ------------- | ------------------- |
| TXE  | WITK | Flughafen Takengon                | Takengon            | Aceh          | Indonesien          |
| TXF  | SNTF | Flughafen Teixeira de Freitas     | Teixeira de Freitas | Bahia         | Brasilien           |
| TXK  | KTXK | Texarkana Regional Airport        | Texarkana           | Arkansas      | USA                 |
| TXL  | EDDT | ehemaliger Flughafen Berlin-Tegel | Berlin              | –             | Deutschland         |
| TXM  | WAST | Flugplatz Teminabuan              | Teminabuan          | Papua Barat   | Indonesien          |
| TXN  | ZSTX | Flughafen Huangshan               | Huangshan           | Anhui         | Volksrepublik China |
| TXR  | –    | Flugplatz Tanbar                  | Tanbar              | Queensland    | Australien          |
| TXU  | DITB | Flugplatz Tabou                   | Tabou               | Bas-Sassandra | Côte d’Ivoire       |

## TY
| IATA | ICAO | Flughafen                  | Ort            | Region             | Land                |
| ---- | ---- | -------------------------- | -------------- | ------------------ | ------------------- |
| TYA  | UUBT | Flughafen Tula-Klokovo     | Tula           | Tula               | Russland            |
| TYB  | YTIB | Flugplatz Tibooburra       | Tibooburra     | New South Wales    | Australien          |
| TYC  | ZBYC | Flughafen Taiyuan-Yaocheng | Taiyuan        | Shanxi             | Volksrepublik China |
| TYD  | UHBW | Flughafen Tynda            | Tynda          | Amur               | Russland            |
| TYE  | –    | Flugplatz Tyonek           | Tyonek         | Alaska             | USA                 |
| TYF  | ESST | Flugplatz Torsby           | Torsby         | Värmlands län      | Schweden            |
| TYG  | –    | Flugplatz Thylungra        | Thylungra      | Queensland         | Australien          |
| TYL  | SPYL | Flughafen Talara           | Talara         | Piura              | Peru                |
| TYM  | MYES | Flugplatz Staniel Cay      | Staniel Cay    | Exuma              | Bahamas             |
| TYN  | ZBYN | Flughafen Taiyuan-Wusu     | Taiyuan        | Shanxi             | Volksrepublik China |
| TYO  | –    | Metropolitan Area          | Tokio          | Kantō              | Japan               |
| TYP  | –    | Flugplatz Tobermorey       | Tobermorey     | Northern Territory | Australien          |
| TYR  | KTYR | Flughafen Tyler            | Tyler          | Texas              | USA                 |
| TYS  | KTYS | McGhee Tyson Airport       | Knoxville      | Tennessee          | USA                 |
| TYT  | SUTR | Flughafen Treinta y Tres   | Treinta y Tres | Treinta y Tres     | Uruguay             |
| TYZ  | KTYL | Flugplatz Taylor           | Taylor         | Arizona            | USA                 |

## TZ
| IATA | ICAO | Flughafen                     | Ort         | Region            | Land                    |
| ---- | ---- | ----------------------------- | ----------- | ----------------- | ----------------------- |
| TZA  | MZBE | Belize City Municipal Airport | Belize City | Belize District   | Belize                  |
| TZC  | KCFS | Tuscola Area Airport          | Caro        | Michigan          | USA                     |
| TZL  | LQTZ | Flughafen Tuzla               | Tuzla       | Tuzla             | Bosnien und Herzegowina |
| TZM  | MM72 | Flugplatz Tizimín             | Tizimín     | Yucatán           | Mexiko                  |
| TZN  | MYAK | Flughafen Congo Town          | Andros Town | Andros            | Bahamas                 |
| TZO  | –    | Flugplatz Ankisatra           | Ankisatra   | Melaky            | Madagaskar              |
| TZX  | LTCG | Flughafen Trabzon             | Trabzon     | Schwarzmeerregion | Türkei                  |